# Jardín
Jardín è un comune della Colombia facente parte del dipartimento di Antioquia.
Il centro abitato venne fondato da Indalencio Peláez V. nel 1863, mentre l'istituzione del comune è del 1882.